# Cam Atkinson
Cameron Thomas "Cam" Atkinson, född 5 juni 1989 i Riverside, Connecticut, är en amerikansk professionell ishockeyspelare som spelar för Philadelphia Flyers i NHL.
Han har tidigare spelat på NHL-nivå för Columbus Blue Jackets.
Atkinson valdes av Columbus Blue Jackets som 157:e spelare totalt i 2008 års NHL-draft.

## Landslagskarriär
Cam Atkinson deltog i VM 2012 i Finland och Sverige, där laget kom på en sjunde plats.

## Klubbar
- Avon Old Farms, 2005–2008
- Boston College, 2008–2011
- Springfield Falcons, 2011
- Columbus Blue Jackets, 2011–2021
- Philadelphia Flyers 2021–